# 下耶肯巴赫
下耶肯巴赫是德国莱茵兰-普法尔茨州的一个市镇。总面积7.38平方公里，总人口67人，其中男性33人，女性34人（2011年12月31日），人口密度9人/平方公里。